# Francesc Soto i Mas
Francesc Soto i Mas (Valencia, 14 de noviembre de 1890 - Caussade-Rivière, 29 de abril de 1941) fue un político español de ideología valencianista, concejal en el Ayuntamiento de Valencia.

## Biografía
Miembro de Joventut Valencianista, participó en la organización del Acto de Afirmación Valencianista del 26 de julio de 1914, donde participaron valencianistas de todas las tendencias políticas, con la excepción de Lo Rat Penat, bajo un programa de mínimos: oficialidad de la lengua y reconocimiento de la personalidad propia y autonomía administrativa. 
El 20 de agosto de 1918 publicó el artículo «Socialismo y valencianismo» en el diariro La Correspondencia de Valencia, donde definió la ideología de la Unión Valencianista Regional, de la que era militante, como un grupo nacionalista democrático que comprendería desde el republicanismo conservador hasta las «anchas y redentoras doctrinas de Marx».
Perteneciente al grupo disidente de la Unió Valencianista Regional encabezado por Vicent Tomàs y Adolf Pizcueta, participó en la reapertura de la publicación Pàtria Nova en 1923. En 1930 fue uno de los fundadores de la Agrupació Valencianista Republicana.
En las elecciones municipales del 12 de abril de 1931, cuyo resultado adverso para la Monarquía en las grandes ciudades iba a suponer la proclamación de la Segunda República dos días después, consiguió ser elegido concejal en el Ayuntamiento de Valencia, junto con Enrique Durán y Tortajada, ambos de la Agrupació Valencianista Republicana, en la candidatura de las izquierdas. En esa misma votación Joaquim Reig, de la Unión Valencianista Regional, también había conseguido el acta de concejal, presentándose por el bloque monárquico, con lo que por primera vez en la historia el valencianismo político consiguió entrar en el consistorio valenciano.
El propio Soto, Enrique Durán y Joaquim Reig formaron un grupo municipal valencianista, acordando plena libertad de voto, salvo en las cuestiones que afectaran a la actuación municipal en el aspecto valencianista, político y administrativo. Agrupació Valencianista Republicana se convertiría en el Partit Valencianista d'Esquerra en diciembre de 1935, y en febrero de 1936 Soto volvería a ser elegido concejal dentro de las listas del Frente de Izquierdas, esta vez con otros cuatro compañeros de partido. Dentro del activismo cultural, fue tesorero del consejo directivo de Proa (1935), que tenía por objetivo convertirse en una promotora cultural, pero que será también punto de encuentro del valencianismo.
Tras la derrota de la República en la Guerra civil se exilió en Francia, donde murió en 1941.